# 綠暮弄蝶
綠暮弄蝶（學名：Burara striata）是屬於弄蝶科豎翅弄蝶亞科的一種蝴蝶，是暮弄蝶屬的一種。分佈於中國西部至越南一帶。模式產地為中國。其种加词“striata”意为“有条纹的”。

## 分佈
中國（河南、浙江、江蘇、江西、四川、雲南）、越南。

## 形態
前後翅正面深褐色，前翅基部後面 3 條脈紋附近及後翅的大部分有棕紅色毛；後翅緣毛紅黃色。兩翅反面除前翅後緣淡褐色外，均為金綠色，脈紋和脈間折褶黑色。雌蝶個體比雄蝶較大。

## 腳註
1. ↑  Illustrations of new species of exotic Butterflies selected chiefly from the collections of W. Wilson Saunders and William C. Hewitson Ill. exot. Butts [5] (Ismene I-II): 86, pl. 43, f. 6-7

## 外部連結
- 维基共享资源上的相關多媒體資源：綠暮弄蝶
- 維基物種上的相關：綠暮弄蝶
- Burara striata （页面存档备份，存于） - NSG Voucher Specimen
- Bibasis striata （页面存档备份，存于） - Catalogue of Life （英文）
- Bibasis striata （页面存档备份，存于） - funet.fi （英文）